# Tarella
Tarella ist eine Gattung ausgestorbener Pflanzen, die aus dem Devon bekannt sind und zu den Zosterophyllopsida, Verwandten der Bärlapppflanzen, gehören. Einzige Art ist Tarella trowenii.

## Merkmale
Die Hauptachsen verzweigen sich isotom, stehen in einer Ebene (planar) und sind an der Spitze eingerollt (circinat). Sie sind nackt. Die kleineren Seitenzweige sind glatt, circinat und ebenfalls verzweigt. Sie sind unregelmäßig an den Hauptachsen angeordnet. Anatomische Merkmale sind nicht bekannt.
Die Sporangien sind nierenförmig und öffnen sich mit gleichartigen Klappe (isovalvat). Sie stehen an kurzen Stielen in zwei gegenständigen Reihen in einer undeutlich abgegrenzten, verzweigten fertilen Zone des Sprosses. Im Gegensatz zu den meisten anderen Zosterophyllopsida stehen die Sporangien aurikular, also ohrenförmig mit ihrer Längsachse in Längsrichtung der sie tragenden Sprossachse. Die Sporen sind kugelig bis annähernd tetraedrisch, am Äquator verdicht und haben einen Durchmesser von 31 bis 43 µm. Eine trilete Narbe wurde nicht beobachtet.
Der Gametophyt ist nicht bekannt.

## Verbreitung
Tarella trowenii ist aus zahlreichen, aber fragmentarischen Funden aus den Senni Beds von Süd-Wales bekannt. Die Schichten werden in das frühe Devon (Pragium) datiert.

## Systematik
Die Gattung Tarella wurde von Kenrick und Crane nach kladistischen Untersuchungen zusammen mit Gosslingia und Oricilla in eine eigene Familie Gosslingiaceae gestellt, die durch die ohrenförmig orientierten Sporangien gekennzeichnet ist.

## Belege
- Paul Kenrick, Peter R. Crane: The Origin and Early Diversification of Land Plants. A Cladistic Study. Smithsonian Institution Press, Washington D.C. 1997, v. a. S. 335. ISBN 1-56098-729-4
- Thomas N. Taylor, Edith L. Taylor: The Biology and Evolution of Fossil Plants. Prentice Hall, Englewood Cliffs 1993, S. 211. ISBN 0-13-651589-4